# Arsène Lupin contre Ganimard
Pour plus de détails, voir Fiche technique et Distribution.
Arsène Lupin contre Ganimard est un film muet français réalisé par Michel Carré et sorti en 1913, qui met en scène les aventures du gentleman-cambrioleur Arsène Lupin.

## Synopsis
De sa cellule à la prison de la Santé, Arsène Lupin conçoit le plan du cambriolage le plus audacieux et le réussit à la barbe du baron Cahorn, de l'inspecteur Ganimard et du procureur de la République.

## Fiche technique
- Réalisation : Michel Carré
- Scénario : Maurice Leblanc d'après son œuvre
- Production : Société des films München[1]
- Pays :  France
- Format : Muet - Noir et blanc
- Date de sortie : 20 décembre 1913 au Casino de Paris[2]

## Distribution
- Georges Tréville : Arsène Lupin[3]
- Harry Baur : l'inspecteur Ganimard
- Jules Mondos : le baron Cahorn

## Autour du film
- Michel Carré avait déjà réalisé en 1909 un premier film sur le personnage de fiction créé en 1905 par Maurice Leblanc, intitulé Arsène Lupin.
- Le réalisateur a repris en 1913 le même scénariste et les mêmes comédiens pour la suite de son précédent court-métrage qui se terminait par l'arrestation d'Arsène Lupin.
- Ces deux courts-métrages sont aujourd'hui considérés comme perdus.